# Бретелер, Моник Мария Бернадетт
Моник Мария Бернадетт Бретелер (англ. Monique Maria Bernadette Breteler, родилась 26 января 1961 года, Неймеген) — нидерландский нейроэпидемиолог. Она является директором по вопросам здоровья населения в Немецком центре нейродегенеративных заболеваний (DZNE), профессором наук о здоровье населения в Боннском университете и адъюнкт-профессором эпидемиологии Гарвардской школы общественного здравоохранения в Бостоне, штат Массачусетс. С 2015 года она является иностранным членом Королевской академии наук и искусств Нидерландов.

## Академическая карьера
Бретелер получила медицинскую степень в Университете Неймегена (1987 год) и степень доктора философии по эпидемиологии в Университете имени Эразма Роттердамского (1993 год).
Она присоединилась к кафедре эпидемиологии Университета Эразма Роттердамского в 1989 году, чтобы разработать неврологический компонент в Роттердамском исследовании, большом когортном исследовании хронических заболеваний у пожилых людей. С 1995 по 2011 год она возглавляла отдел нейроэпидемиологии отделения, где она была основным исследователем неврологических заболеваний Роттердамского исследования и инициировала Роттердамское сканирование. Её работа в Роттердамском сканирующем исследовании позволила сделать важные выводы о болезни Альцгеймера, в частности о роли факторов образа жизни, метаболических расстройствах, воспалении и сосудистых механизмах.
С 2011 г. она является директором по вопросам здоровья населения в Немецком центре нейродегенеративных заболеваний (DZNE) и профессором наук о здоровье населения в Боннском университете. С 2002 года Моник также работает в отделе эпидемиологии Гарвардской школы общественного здравоохранения, Бостон, Массачусетс, где является адъюнкт-профессором эпидемиологии.

## Исследования
Исследовательский интерес Бретелер заключается в этиологии и доклиническом выявлении возрастных нейродегенеративных и цереброваскулярных нарушений, включая деменцию (в частности, болезнь Альцгеймера), болезнь Паркинсона и инсульт.
Более 20 лет Бретелер работала над Роттердамским исследованием, проспективным популяционным исследованием частоты и причин возрастных расстройств, которое включает 15000 человек и которое продолжается с 1990 года, она также инициировала Роттердамское сканирующее исследование, предполагающее популяционное нейровизуализационное исследование с участием более 5000 человек. В Роттердамском исследовании Бретелер определила связь между факторами образа жизни, сосудистыми заболеваниями и заболеваниями головного мозга и очень успешно установила связи между эпидемиологическими данными и данными сканирования мозга.
В Немецком центре нейродегенеративных заболеваний Бретелер проводит исследование Rhineland Study (Рейнландское исследование), проспективное когортное исследование 30 000 человек, цель которого — выявить причины и профили доклинических мультимодальных биомаркеров нейродегенеративных и нейропсихиатрических заболеваний, а также изучить нормальную и патологическую структуру и функции мозга на протяжении всей взрослой жизни.

## Почести и награды
В 1998 году Бретелер получила стипендию Королевской академии наук и искусств Нидерландов за свою работу по сосудистым факторам при болезни Альцгеймера, а в 2003 году престижный грант VICI Нидерландской организации научных исследований для её проспективных популяционных нейровизуализационных исследований.
В июле 2012 года Бретелер получила «Премию Бенгта Винблада за выслугу 2012 года», которая ежегодно присуждается Американской Ассоциацией Альцгеймера на «Международной конференции Ассоциации Альцгеймера» для награждения исследователей, внесших выдающийся вклад в исследования болезни Альцгеймера.
В 2012 году Бретелер выступила на конференции Falling Walls в Берлине, согласно официальной организации Falling Walls, чтобы «сосредоточить внимание на новой эре медицинских исследований, направленных на оптимизацию функции мозга и качества жизни на протяжении всей жизни».
Моник также занимала различные должности, консультируя по вопросам политики общественного здравоохранения, например: в качестве спикера на конференции 2014 года «Будущее Европы — наука», организованной Европейской комиссией и открытой Жозе Мануэлем Баррозу.
В 2015 году Бретелер стала иностранным членом Королевской академии наук и искусств Нидерландов.